# Wilder (Minnesota)
Wilder é uma cidade localizada no estado americano de Minnesota, no Condado de Jackson.

## Demografia
Segundo o censo americano de 2000, a sua população era de 69 habitantes. Em 2006, foi estimada uma população de 69, e no censo de 2010, a contagem totalizou 60 pessoas, em 25 domicílios, pertencendo a 16 famílias.

## Geografia
De acordo com o United States Census Bureau tem uma área de 2,1 km², dos quais 2,07 km² são cobertos por terra e 0,03 km² são cobertos por água.

## Localidades na vizinhança
O diagrama seguinte representa as localidades num raio de 20 km ao redor de Wilder.